# Poolse parlementsverkiezingen 1969

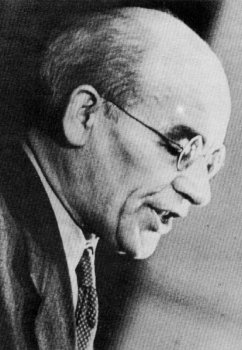
De leider van de communistische partij, Władysław Gomułka.

De Poolse parlementsverkiezingen van 1969 vonden op 1 juni van dat jaar plaats.
De verkiezingen vonden plaats op basis van een eenheidslijst van het door de communistische Poolse Verenigde Arbeiderspartij (PZPR) gedomineerde Front voor Nationale Eenheid (Front Jedności Narodu).

## Uitslag
Bij een opkomst van 97,2% stemde meer dan 99% van de kiezers op de kandidaten van het Front voor Nationale Eenheid. De uitslag verschilde weinig met die van de verkiezingen van 1961 en 1965.
| Coalitie                        | Partij of groep                  | Stemmen    | %       | Zetels    | Verschil |
| ------------------------------- | -------------------------------- | ---------- | ------- | --------- | -------- |
| Front voor Nationale Eenheid    | Poolse Verenigde Arbeiderspartij | 20.437.114 | 97,2%   | 255 / 460 | 0        |
| Front voor Nationale Eenheid    | Verenigde Boerenpartij           | 20.437.114 | 97,2%   | 117 / 460 | 0        |
| Front voor Nationale Eenheid    | Democratische Partij             | 20.437.114 | 97,2%   | 39 / 460  | 0        |
| Front voor Nationale Eenheid    | Znak                             | 20.437.114 | 97,2%   | 14 / 460  | 1        |
| Front voor Nationale Eenheid    | PAX Vereniging                   | 20.437.114 | 97,2%   | 14 / 460  | 1        |
| Front voor Nationale Eenheid    | Christelijk-Sociale Vereniging   | 20.437.114 | 97,2%   | 14 / 460  | 1        |
| Front voor Nationale Eenheid    | Onafhankelijk                    | 20.437.114 | 97,2%   | 35 / 460  | 1        |
| Totaal                          | Totaal                           | 20.437.114 | 97,2%   | 460       | 0        |
|                                 |                                  |            |         |           |          |
| Geldige stemmen                 | Geldige stemmen                  | 20.634.683 | 97,2%   |           |          |
| Blanco/ ongeldige stemmen       | Blanco/ ongeldige stemmen        | 7.766      | —       |           |          |
| Totaal uitgebrachte stemmen     | Totaal uitgebrachte stemmen      | 20.642.449 | 100,00% |           |          |
| Geregistreerde kiezers/ opkomst | Geregistreerde kiezers/ opkomst  | 21.148.879 | 99,96%  |           |          |
| Bron: IPU                       |                                  |            |         |           |          |